# Leo Catzenstein
Leo Catzenstein (eigentlich: Louis Catzenstein, * 22. November 1863 in Hemmendorf; † 18. Januar 1936 in Hannover) war ein deutscher Arzt.

## Leben

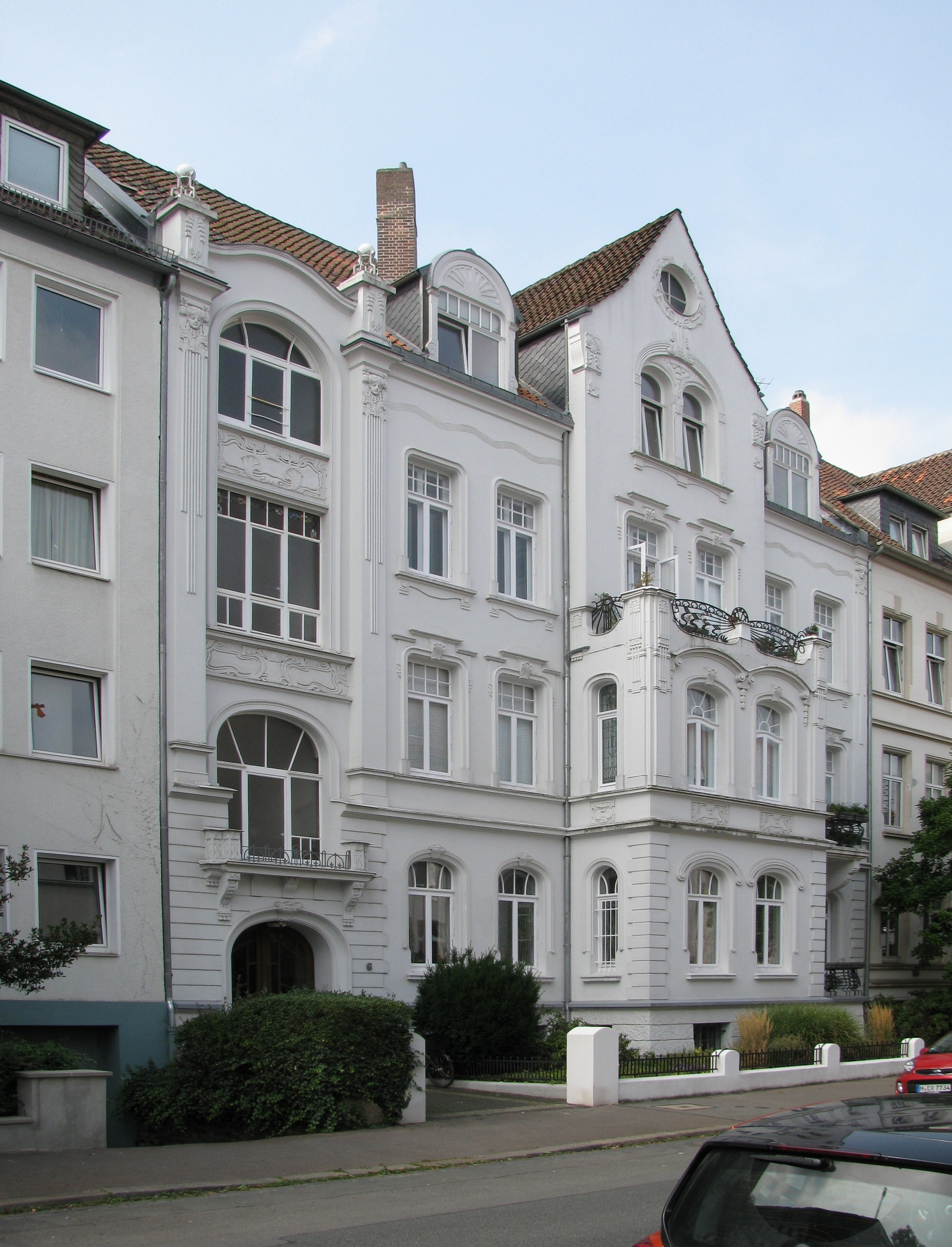
Letzter hannoverscher Wohnsitz der Familie Catzenstein war die Scharnhorststraße 6 im Stadtteil Zoo

Louis Catzenstein entstammte einer jüdischen Familie und war der Sohn eines Kaufmanns. Nach dem Besuch der Schule in Celle und Hameln studierte er Medizin in Berlin und München. 1889 legte er seine Promotion ab.
Er ließ sich in Hannover als praktischer Arzt nieder und wurde bald als „lüttjer Doktor“ ein bekannter und beliebter Mediziner, der mit dem Titel Sanitätsrat geehrt wurde.
In der jüdischen Gemeinde engagierte sich Catzenstein in zahlreichen Vereinen, war unter anderem Vorsitzender im Central-Verein deutscher Staatsbürger jüdischen Glaubens, aktiv als Mitglied und später als Vorsitzender im Kuratorium der Israelitischen Gartenbauschule Ahlem. Er gehörte auch der zur B’nai B’rith gehörenden U.O.B.B. Zion-Loge XV. No. 360 in Hannover an und war einer der Wegbereiter für das Kinder-Erholungsheim der Zion-Loge U.O.B.B. auf Norderney.
Leo Catzenstein war Kunstliebhaber und -sammler, sammelte alte Miniaturen und Kunst aus Südostasien, außerdem Netsuke aus Japan. Gemeinsam mit seiner Ehefrau Anna Catzenstein führte er ein für hannoversche Künstler offenes Haus. 1916, mitten im Ersten Weltkrieg gehörte er zu den Gründungsmitgliedern der Kestner-Gesellschaft.
Anna und Louis Catzensteins Sohn, Franz Catzenstein, wurde anfangs Mitarbeiter und später Inhaber der bedeutenden Kunst-Galerie Matthiesen in München.
Anna und Leo Catzensteins Tochter, Ellen Catzenstein, wurde eine bekannte Bildhauerin: Als sie jedoch im Jahr der Machtergreifung durch die Nationalsozialisten 1933 in ihrer Heimatstadt eine Ausstellung hatte und „im Zuge der nationalsozialistischen Kulturpolitik in den Zeitungen diffamiert wurde“, emigrierte Ellen über Umwege als erste aus ihrer Familie nach Palästina.
Leo Catzenstein starb 1936 im Alter von 72 Jahren in Hannover eines natürlichen Todes. Er wurde auf dem Jüdischen Friedhof An der Strangriede bestattet.
Seine Witwe, Anna Catzenstein, erlebte 1938 die Reichskristallnacht und floh 1939 ebenfalls nach Palästina, wo ihre Tochter die kleine Yael zur Welt gebracht hatte.